# باري غولدبرغ
باري غولدبرغ (بالإنجليزية: Barry Goldberg)‏ هو عازف بيانو وكاتب أغاني وموسيقي ومنتج أسطوانات وملحن أمريكي، ولد في 25 ديسمبر 1942 في شيكاغو في الولايات المتحدة.

## وصلات خارجية
- الموقع الرسمي
- باري غولدبرغ على موقع IMDb (الإنجليزية)
- باري غولدبرغ على موقع ميوزك برينز (الإنجليزية)
- باري غولدبرغ على موقع أول ميوزيك (الإنجليزية)
- باري غولدبرغ على موقع ديسكوغز (الإنجليزية)
- باري غولدبرغ على موقع قاعدة بيانات الفيلم (الإنجليزية)